# Notrim

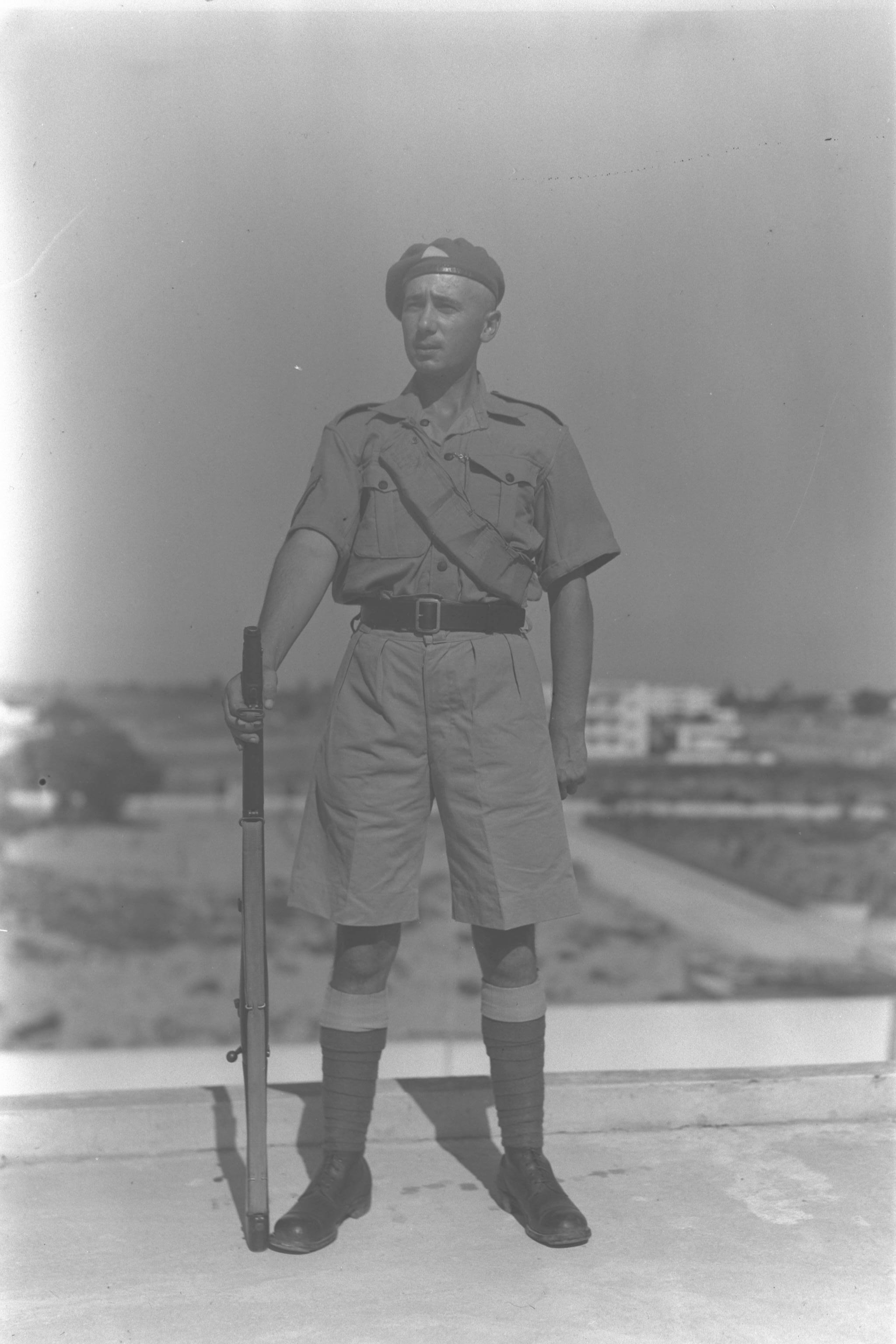
Mitglied der Notrim, 1939

Die Notrim (reichsaramäisch נוטרים Wächter, im Plural) waren palästininensisch-jüdische Polizisten, die zur Polizeitruppe Notrut (hebräisch נוטרות Nōṭrūt, deutsch ‚Wächterschaft‘) im Völkerbundsmandat für Palästina zählten.

## Geschichte
Nach Ausbruch des Großen Arabischen Aufstands (1936–1939), die größte Erhebung gegen die britische Kolonialverwaltung mit vielen tödlichen Gewaltakten seitens arabischer Angreifer gegen tatsächliche und vermeintliche Vertreter der Mandatsmacht und gegen die jüdische Minderheit des Jischuv realisierten die Briten im April 1936, dass sie jüdische Ortschaften im Lande nicht beschützen konnten. 

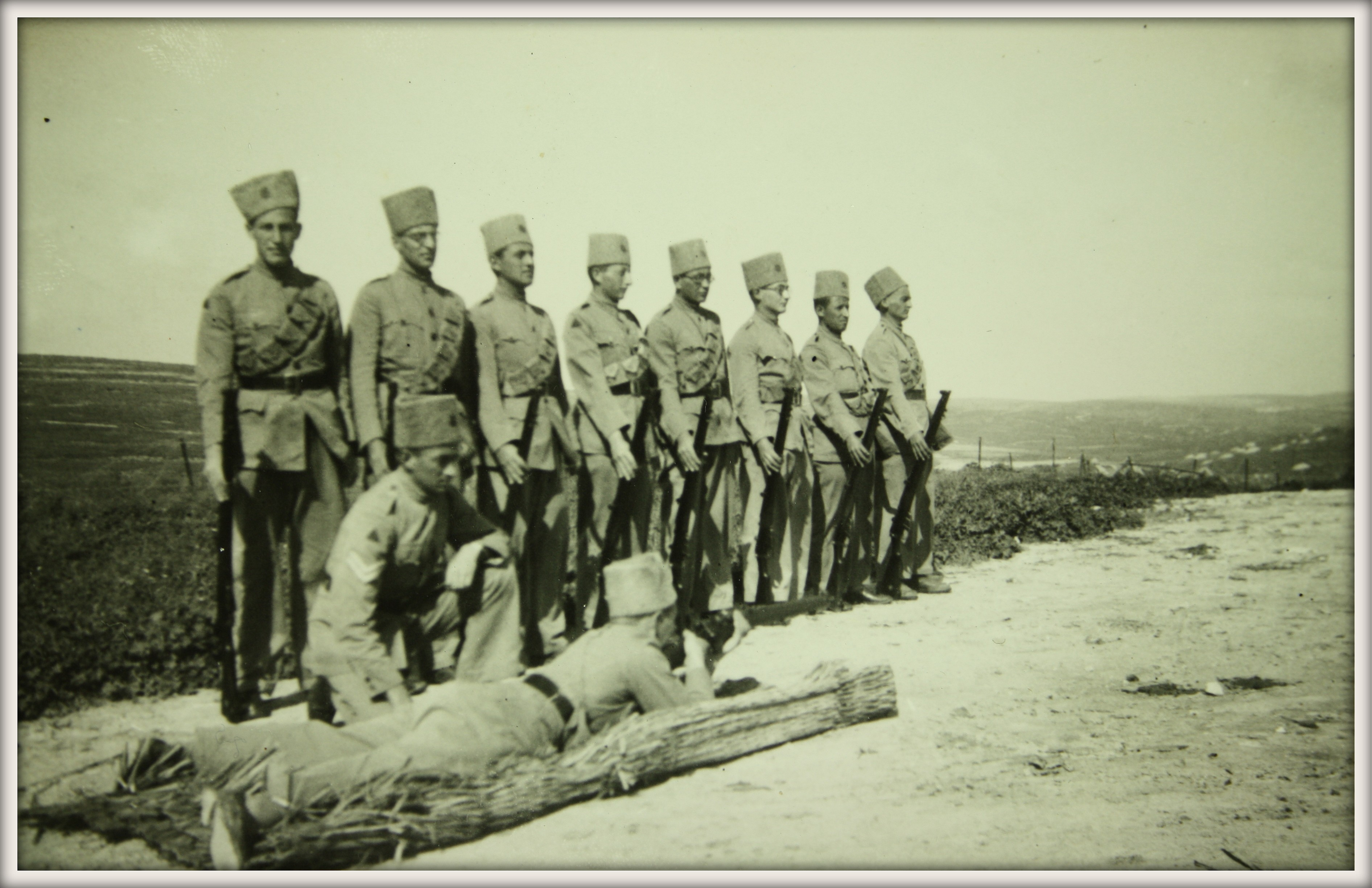
Notrim in Bat Schlomo, 1939

Sie rekrutierten deshalb 2.700 Mann und gründeten die Notrim, die von Briten ausgebildet, mit vollautomatischen Gewehren bewaffnet und teilweise auch besoldet wurden. Später wurde die Zahl auf 15.000 erhöht. Jizchaq Sadeh wurde mit dem Kommando beauftragt. Die Notrim gliederten sich in zwei Abteilungen, die Jewish Supernumerary Police und die sehr mobile Jewish Settlement Police. Mitglieder dieser Polizeitruppe wurden hauptsächlich aus der Hagana rekrutiert. 

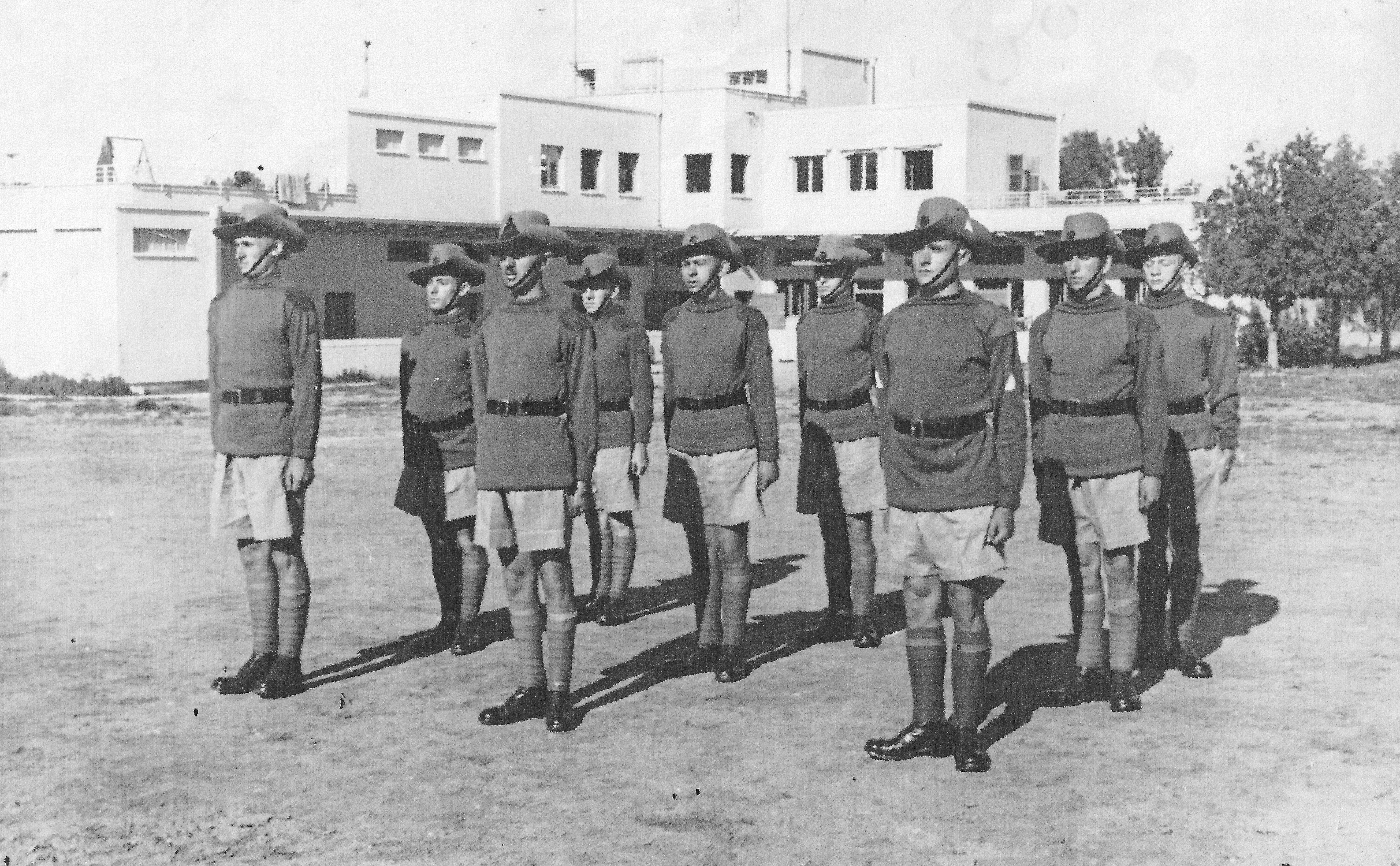
Polizisten der Jewish Settlement Police in Aufstellung vor der Deutschen Schule Sarona um 1941

In den Jahren 1941 bis 1949 diente den Notrim als Polizeischule der Bau der Deutschen Schule Sarona, nachdem die britische Mandatsmacht den Bau am nördlichen Rande Saronas als Eigentum feindlicher Ausländer 1940 in Gewahrsam genommen hatte.:209 Im Nachgang des Großen Arabischen Aufstandes gab es im August 1943 ein Bombenattentat auf die Notrim im ehemaligen Schulgebäude, bei dem zum Glück niemand verletzt wurde.:215
Mit der Gründung Israels bildeten gegen Ende des Kriegs um Israels Unabhängigkeit die Notrim den Kern der neu gegründeten Military Police des ZaHa"Ls und übernahmen Einrichtungen der britischen Militärpolizei.